# Choose Love
Choose Love es el decimotercer álbum de estudio del músico británico Ringo Starr, publicado por la compañía discográfica Koch Records en junio de 2005. Grabado entre mediados de 2004 y comienzos de 2005, el álbum siguió la estela de sus anteriores trabajos, Vertical Man y Ringo Rama, contando con la producción musical de Mark Hudson, la presencia de canciones compuestas por The Roundheads y con la colaboración de amigos y celebridades musicales, aunque en un número más reducido. 
Tras su publicación, Choose Love recibió buenas reseñas, aunque a nivel comercial obtuvo un menor éxito en comparación con Ringo Rama y no entró en ninguna lista de discos más vendidos.

## Historia
Tras la séptima edición de la All-Starr Band, Ringo entró de nuevo en el estudio de grabación a mediados de 2004. Grabado entre estudios de Los Ángeles e Inglaterra, Choose Love contó con la fórmula habitual de grabación de anteriores trabajos de Ringo, con la producción musical de Mark Hudson y la base musical de The Roundheads, un grupo formado por Ringo en la grabación de Vertical Man e integrado por Mark Hudson, Steve Dudas, Dean Grakal y Gary Burr. Sin embargo, y a diferencia de trabajos anteriores, Ringo contó con apenas dos músicos invitados: Billy Preston en la grabación de «Oh My Lord» y «Wrong All the Time», y Chrissie Hynde en «Don't Hang Up».
Choose Love fue publicado el 7 de junio de 2005 en los Estados Unidos y un mes más tarde, el 25 de julio, en el Reino Unido. Además de ser publicado en formato CD, una edición especial fue también publicada en formato DualDisc, con el contenido íntegro del álbum en una de las caras del disco y un DVD con el making of del álbum en la segunda cara. Tras su publicación, Choose Love siguió la misma estela que Ringo Rama, obteniendo buenas reseñas musicales. Sin embargo, no entró en ninguna lista de discos más vendidos. Su publicación fue seguida de una gira promocional, primero con The Roundheads y posteriormente con una nueva edición de la All-Starr Band. 

## Lista de canciones
Todas las canciones escritas y compuestas por Richard Starkey, Mark Hudson, Gary Burr, Steve Dudas y Dean Grakal excepto donde se anota. 
| N.º | Título                                            | Escritor(es)                                 | Duración |  |
| 1.  | «Fading In, Fading Out»                           | Richard Starkey, Mark Hudson, Gary Burr      | 4:00     |  |
| 2.  | «Give Me Back the Beat»                           |                                              | 3:53     |  |
| 3.  | «Oh My Lord»                                      |                                              | 5:32     |  |
| 4.  | «Hard To Be True»                                 | Richard Starkey, Mark Hudson, Gary Burr      | 3:27     |  |
| 5.  | «Some People»                                     |                                              | 3:17     |  |
| 6.  | «Wrong All The Time»                              | Richard Starkey, Mark Hudson, Gary Burr      | 3:30     |  |
| 7.  | «Don't Hang Up»                                   | Richard Starkey, Mark Hudson, Gary Burr      | 3:27     |  |
| 8.  | «Choose Love»                                     | Richard Starkey, Mark Hudson, Gary Burr      | 3:07     |  |
| 9.  | «Me and You»                                      | Richard Starkey, Mark Hudson, Steve Dudas    | 2:15     |  |
| 10. | «Satisfied»                                       | Richard Starkey, Mark Hudson, Gary Nicholson | 3:19     |  |
| 11. | «The Turnaround»                                  |                                              | 3:54     |  |
| 12. | «Free Drinks» (Incluye pista oculta instrumental) |                                              | 4:45     |  |

## Personal
| Músicos - Ringo Starr: voz, batería, percusión, demo en «Oh My Lord», órgano y loop en «Free Drinks» - Mark Hudson: bajo, guitarra acústica, guitarra eléctrica, armónica, saxofón, teclados y coros - Gary Burr: guitarra slide, guitarra acústica, guitarra eléctrica, bajo y coros - Mark Mirando: guitarra eléctrica y coros - Dan Higgins: trompa, saxofón e instrumento de viento-madera - Gary Grant: trompa - Jim Cox: piano, arreglos de saxofón e instrumentos de viento-madera - Robert Randolph: guitarra eléctrica - Steve Dudas: guitarra eléctrica y acústica - Billy Preston: piano, órgano y coros en «Hard To Be True» - The Rose Stone Choir: coros en «Oh My Lord» - John Amato: saxofón - Chrissie Hynde: voz en «Don't Hang Up» - Barbara Starkey: voz en «The Turnaround» - Dean Grakal: coros en «The Turnaround» | Equipo técnico - Ringo Starr, Mark Hudson: productor musical - Bruce Sugar: grabación - Kevin Churko, Gary Burr, Steve Dudas: grabación adicional - Dave Way: mezclas - Lior Goldenberg, Ghian Wright, Andy Brohard: ingeniero de sonido - George Marino: masterización - Tyrone Drake: director artístico - Barbara Starkey: fotografía de portada - Ringo Starr, Mark Hudson, Gary Burr, Edward AJAJ, Teness Herman: fotografía |